# コーキー・レイング
コーキー・レイング（Corky Laing、1948年1月26日 - ）は、カナダ出身のロック・ドラマー。アメリカ合衆国のロック・バンドであるマウンテンのメンバーとして知られる。
ジュノー賞を数回、2014年にはBonzo Bash Legend Awardを受賞した。

## 来歴
ケベック州モントリオール出身。子供の時、友人が持っていたドラム・キットに魅せられて、自分も親に買ってもらった。13歳の時、兄がアルバイトしていたクラブでアメリカのコーラス・グループのジ・インク・スポットがショーを行なった際、地元のミュージシャンがストライキ中だったのでドラマーの代役に起用されて、ギタリストと二人でバックを務めた。エド・サリヴァン・ショーに出演したジーン・クルーパを観て夢中になった。
学友達と初めてバンドを結成してスターライツ（The Starlites）と命名。彼等は1965年、バースロミュー・プラス・スリー（Bartholomew Plus Three, B+3）になり、アメリカの就労ビザを獲得してニューヨークに遠征し始めた。レイングはロング・アイランドのクラブに出演した時に、地元バンドのヴァグランツのレスリー・ウェストと知り合った。
1967年、バースロミュー・プラス・スリーはフェリックス・パパラルディのプロデュースによって、シングル'When I Fall in Love'をアトコ・レコードから発表した。彼等は同年4月から10月まで開催されたモントリオール万国博覧会でカナダの音楽界を代表するバンドの一つとして紹介された。
1969年、バースロミュー・プラス・スリーはエナジー（Energy）と改名し、クラブでヘッドライナーを務めるようになった。まもなくレイングはパパラルディ（ベース、ヴォーカル）に誘われて、パパラルディが同年にウェスト（ギター、ヴォーカル）と結成したマウンテンにN.D.スマートの後任のドラマーとして加入。1972年初めの解散まで在籍した。
1972年、ウェスト、元クリームのジャック・ブルース（ベース、ヴォーカル）とウェスト、ブルース&レイング（WBL）を結成。
WBLはアルバムを2作発表した後に活動を停止。レイングはウェストとアメリカでミッチ・ライダーとLeslie West and The Wild West Showを結成してコンサート活動を行なった。
1973年、パパラルディとウェストが再結成したマウンテンに復帰。1974年末の解散まで在籍した。
1977年、初のソロ・アルバム"Makin' It on the Street"を発表。1978年、パパラルディ、イアン・ハンター、ミック・ロンソンとバンドを結成してアルバムを制作するが、デビューには至らなかった。
1980年代にはウェストとマウンテンの再結成を計画し、1985年に元コロシアムのマーク・クラーク（ベース）を迎えた3人編成でアルバム『風林火山』を発表した。
1990年代にはポリグラム・カナダのA&Rの副社長の職に就いて、演奏活動を6年間休止した。一方、1994年にはザ・ジミ・ヘンドリックス・エクスペリエンスのベーシストだったノエル・レディングを迎えて、ウェストと3人でマウンテンの新曲2曲を録音し、ライヴ活動を行なった。1999年、ノエル・レディング、エリック・シェンクマン（ギター）とコーク（Cork）名義のアルバム"Speed Of Thought"を発表した。
マウンテンは2010年頃に活動停止。レイングはコーキー・レイングス・マウンテンを結成してライブ活動を行っている。

## ディスコグラフィ

### ソロ
- Makin' It on the Street（1977年）[30]
- Toledo Sessions（2019年）[31]

### バースロミュー・プラス・スリー
- She's Mine / You're Not There（1965年）[32]
- 'Cause I'm Alone / On A Wintery Night（1966年）[33]
- When I Fall in Love / I Can't Go Back（1967年）[10]

### コーク
- Speed Of Thought（1999年）[34]
- Out There（2003年）[35]

### コーキー・レイングス・マウンテン
- Live In Melle（2017年）[36]
- Live at Howard's CLUB H（2018年）[37]
- Toledo Sessions（2019年）[38]

## 書籍
- Laing, Corky; Takala, Tuija (2019). Letters To Sarah. Helsinki: Polite Bystander Productions. ISBN 978-952-94-1530-4